# Фрибур (футбольный клуб)
«Фрибур» (фр. FC Fribourg) — швейцарский футбольный клуб, расположенный в одноименном городе. Был основан в 1900 году местными студентами как футбольный клуб «Техникум» (фр. FС Technicum). В 1904 году клуб вступил в Швейцарскую футбольную федерацию и сменил название на «Стелла» (фр. Stella FC). После войны был переименован в «Фрибур».
Президентом клуба в своё время был Пьер Мюзи, чемпион зимних Олимпийских игр 1936 года по бобслею среди экипажей четвёрок.
В сезоне 2011/12, заняв первое место в Первой лиге, «Фрибур» вышел в Первую лигу Промоушен.

## Достижения
- Финалист Кубка Швейцарии: 1954